# San Cristóbal (Veneçuela)

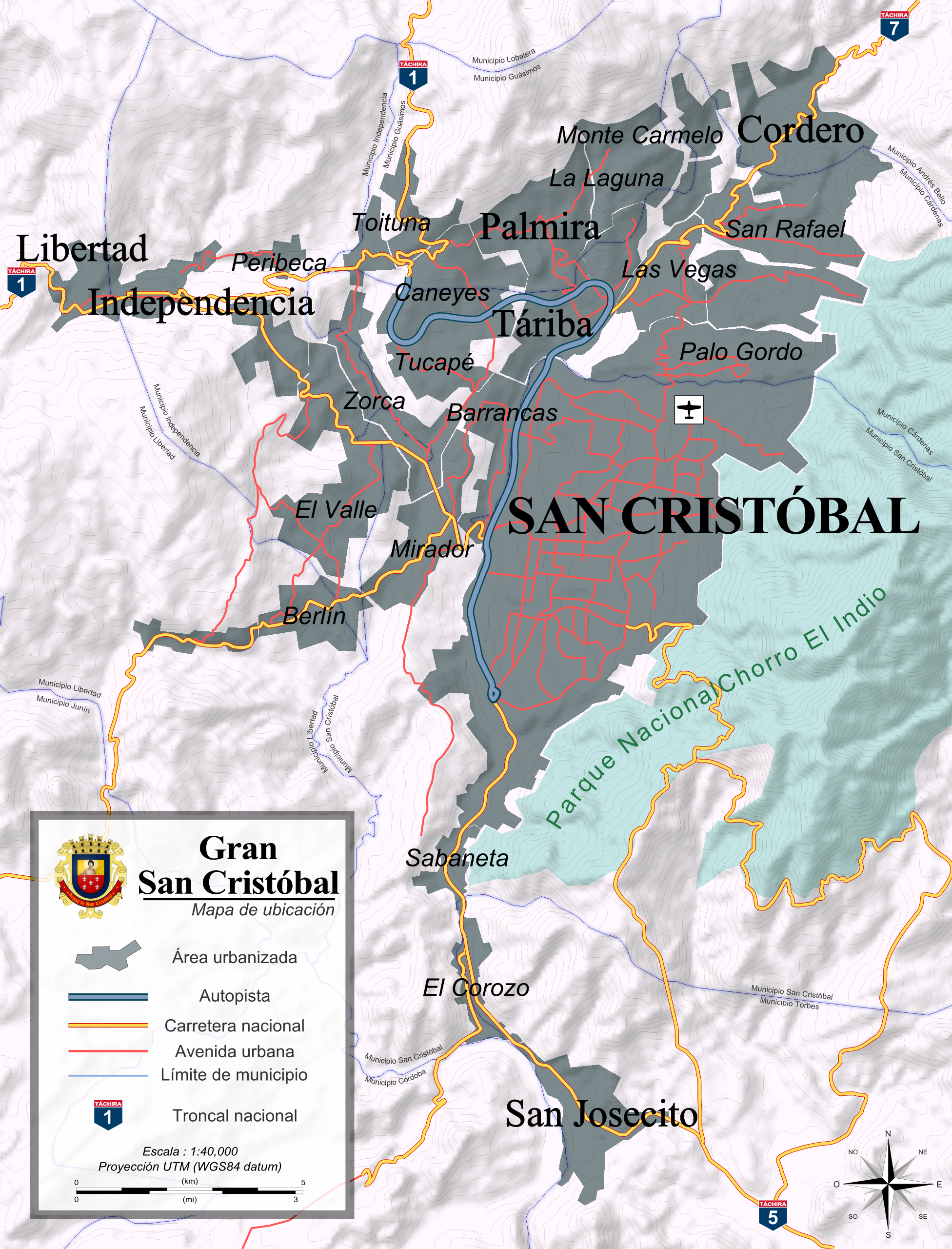
San Cristóbal.

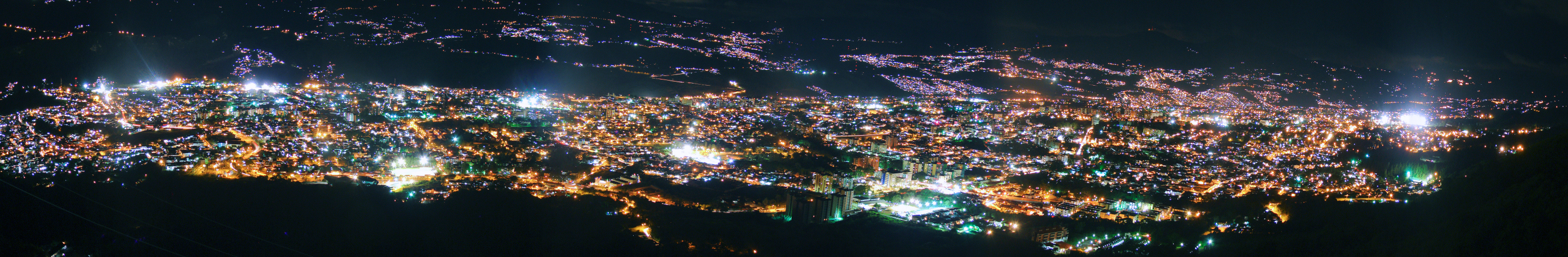
Panoràmica nocturna.

San Cristóbal és la capital de l'estat de Táchira a Veneçuela. Forma part del municipi de San Cristóbal.
Es troba en la regió muntanyosa de l'oest de Veneçuela. La ciutat està situada a 818 metres sobre el nivell del mar al nord dels Andes amb vistes al riu Torbes, a 56 quilòmetres de la frontera amb Colòmbia. San Cristóbal va ser fundada el 31 de març de 1561 per Juan de Maldonado. La ciutat va ser greument danyada pel terratrèmol de Cúcuta (també conegut com a terratrèmol dels Andes) l'any 1875. La ciutat es troba a la carretera Panamericana.

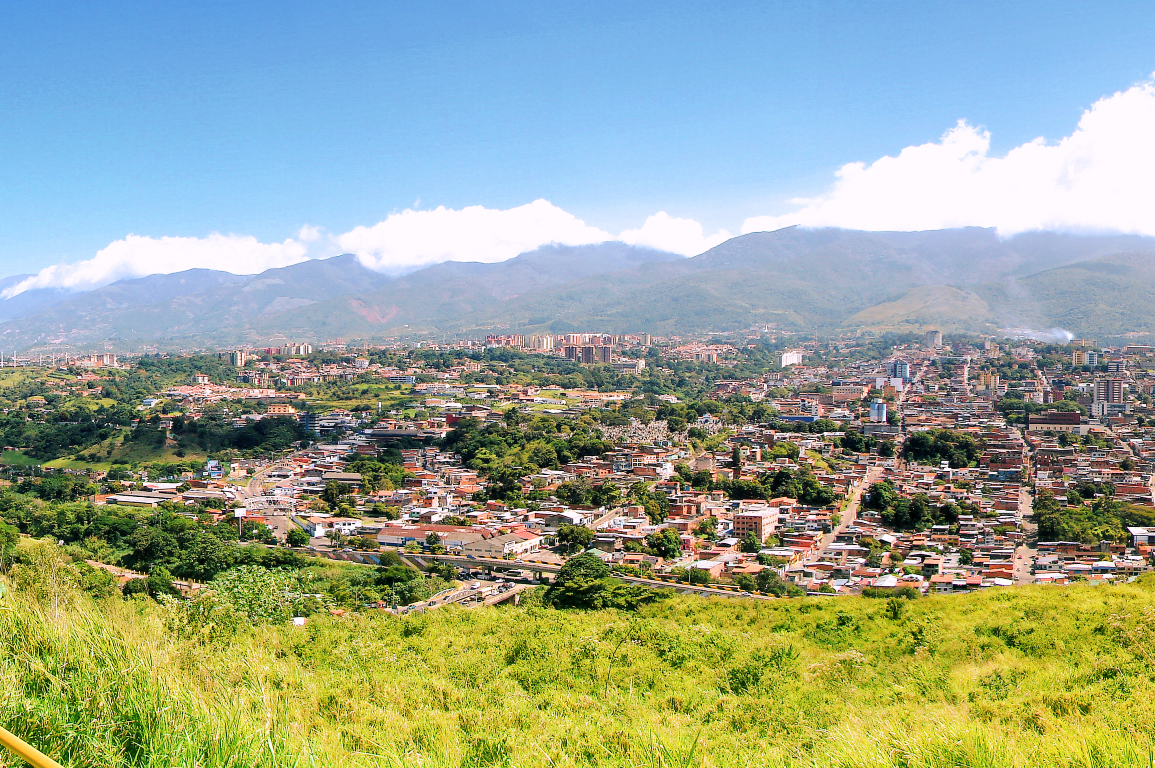
Panoràmica de San Cristóbal
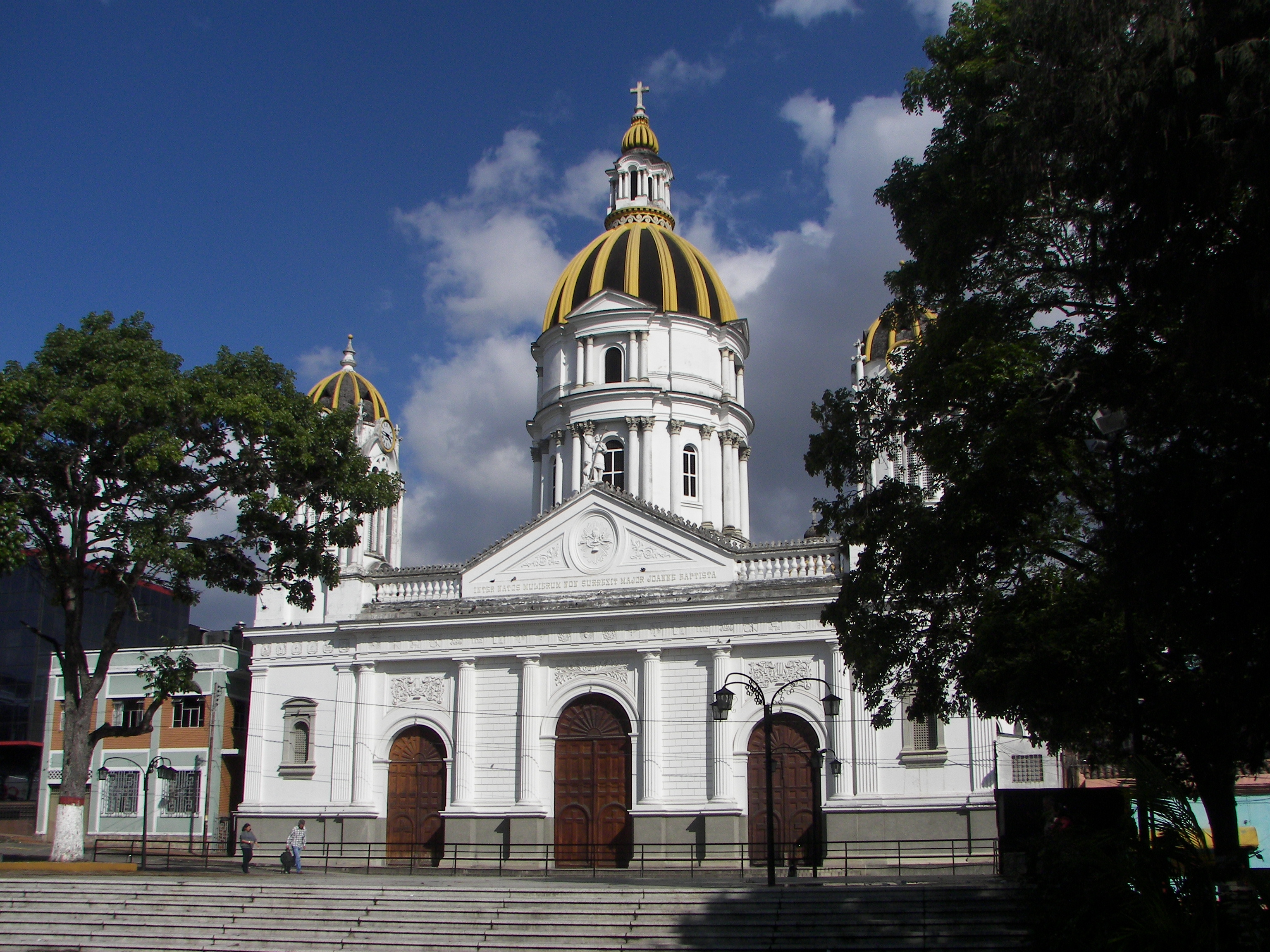
Església de l'Ermita
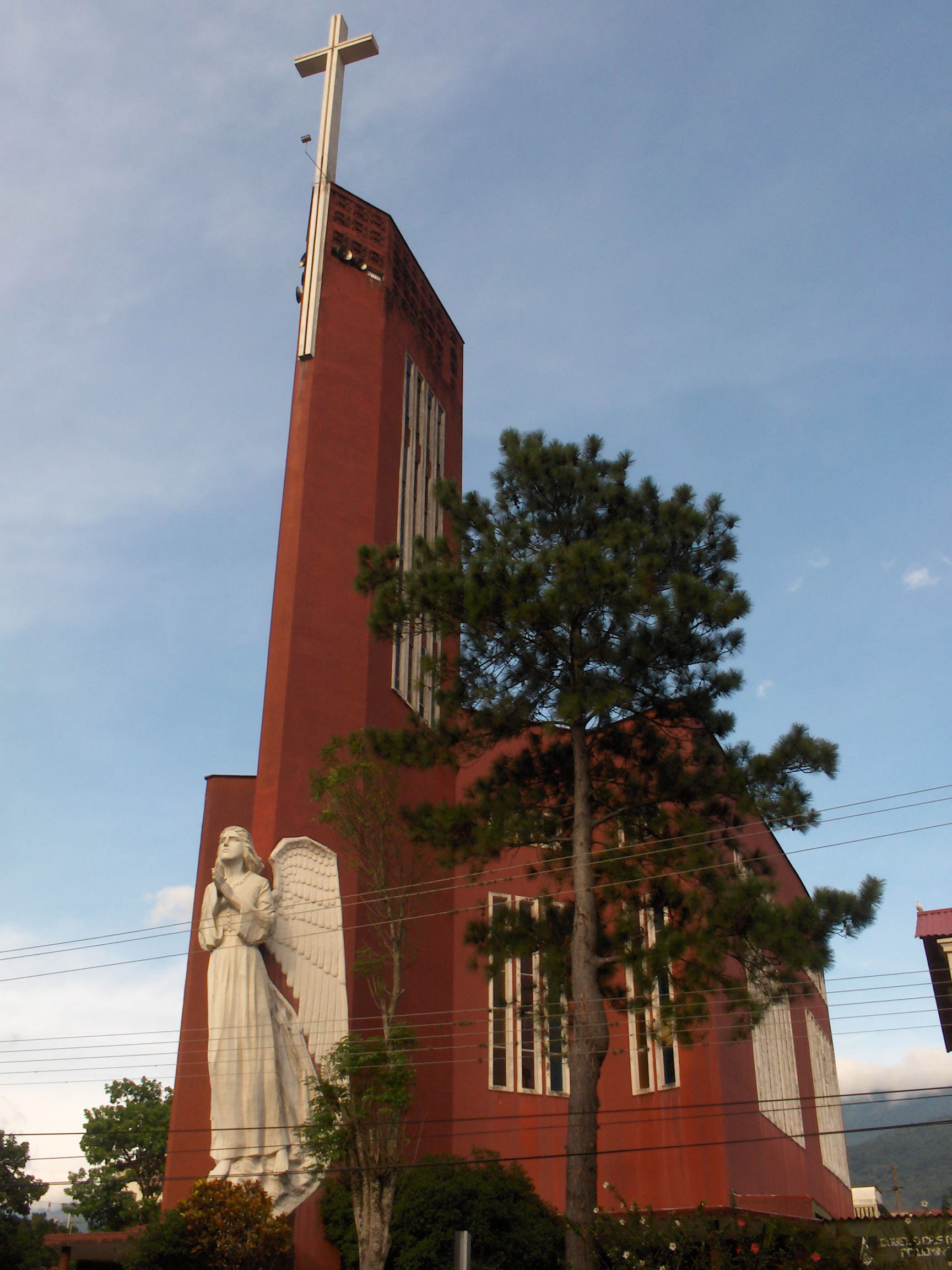
Església El Angel
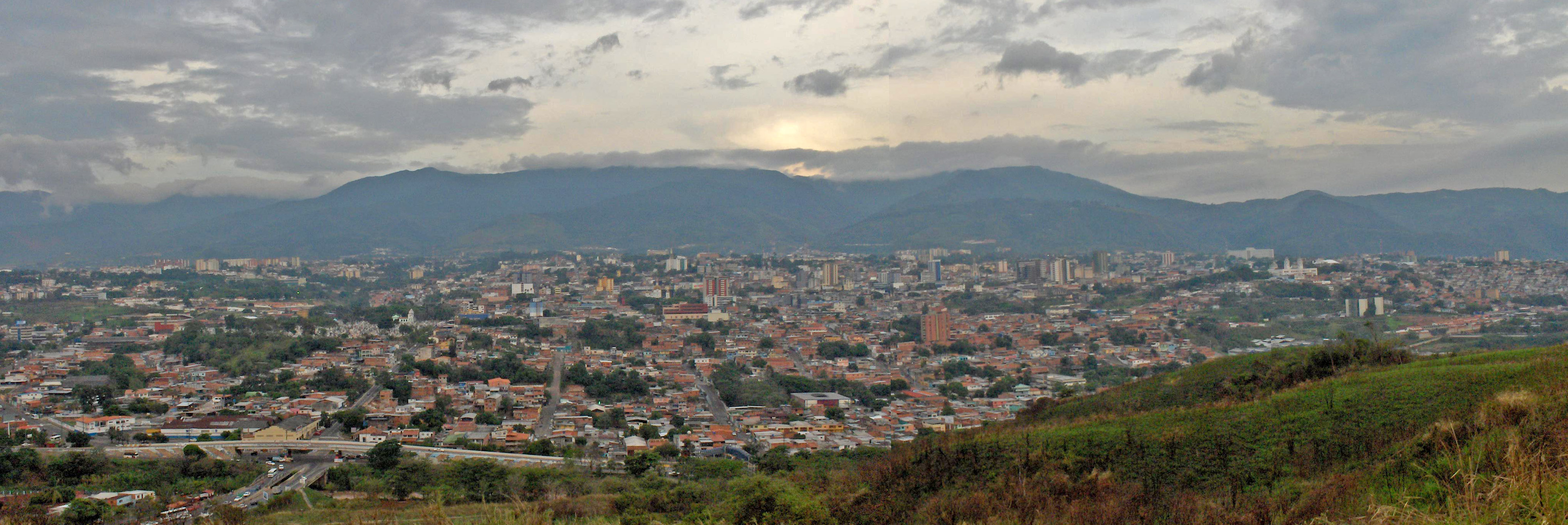
San Cristóbal des del mirador
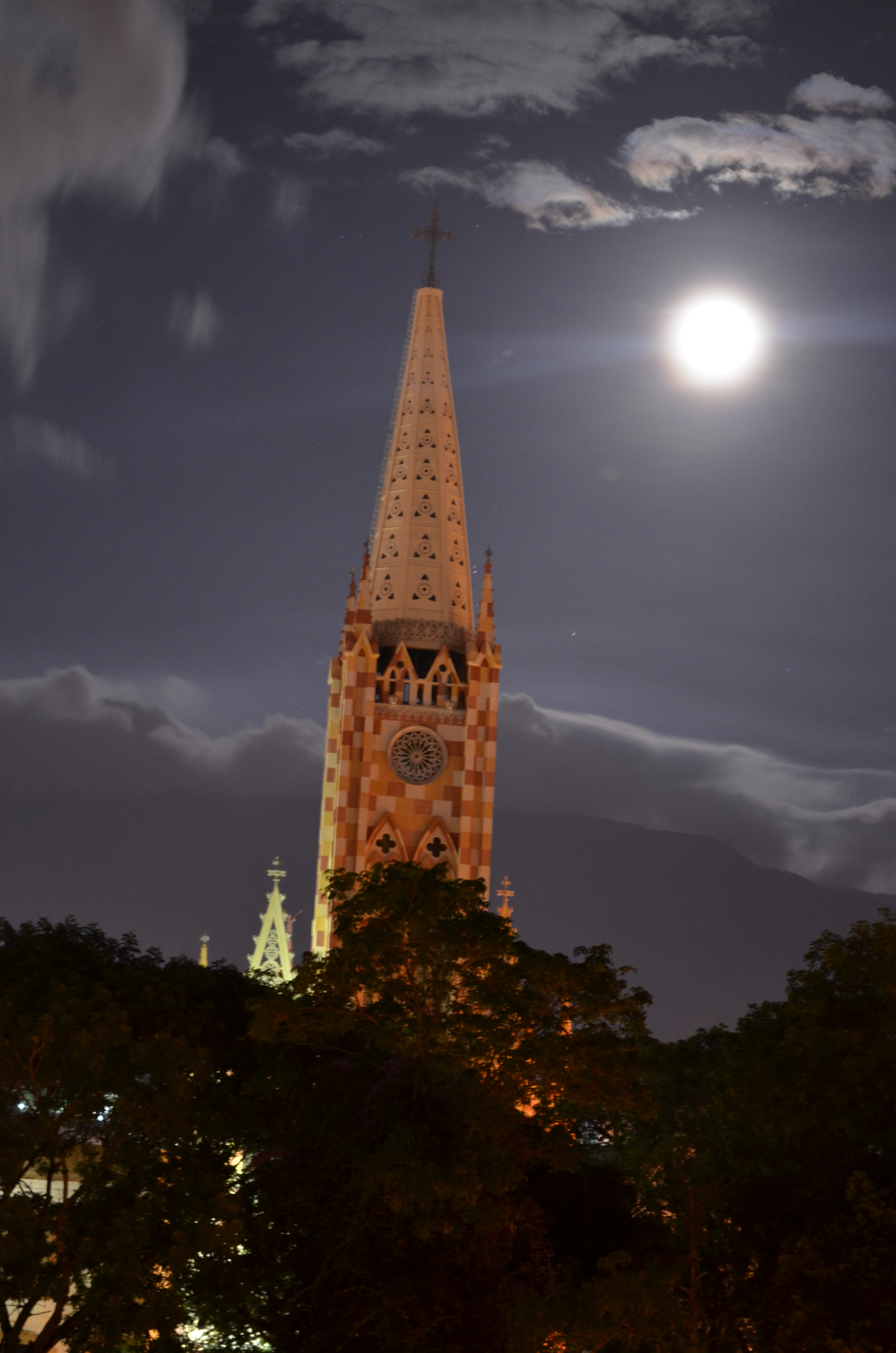
Església El Santuario
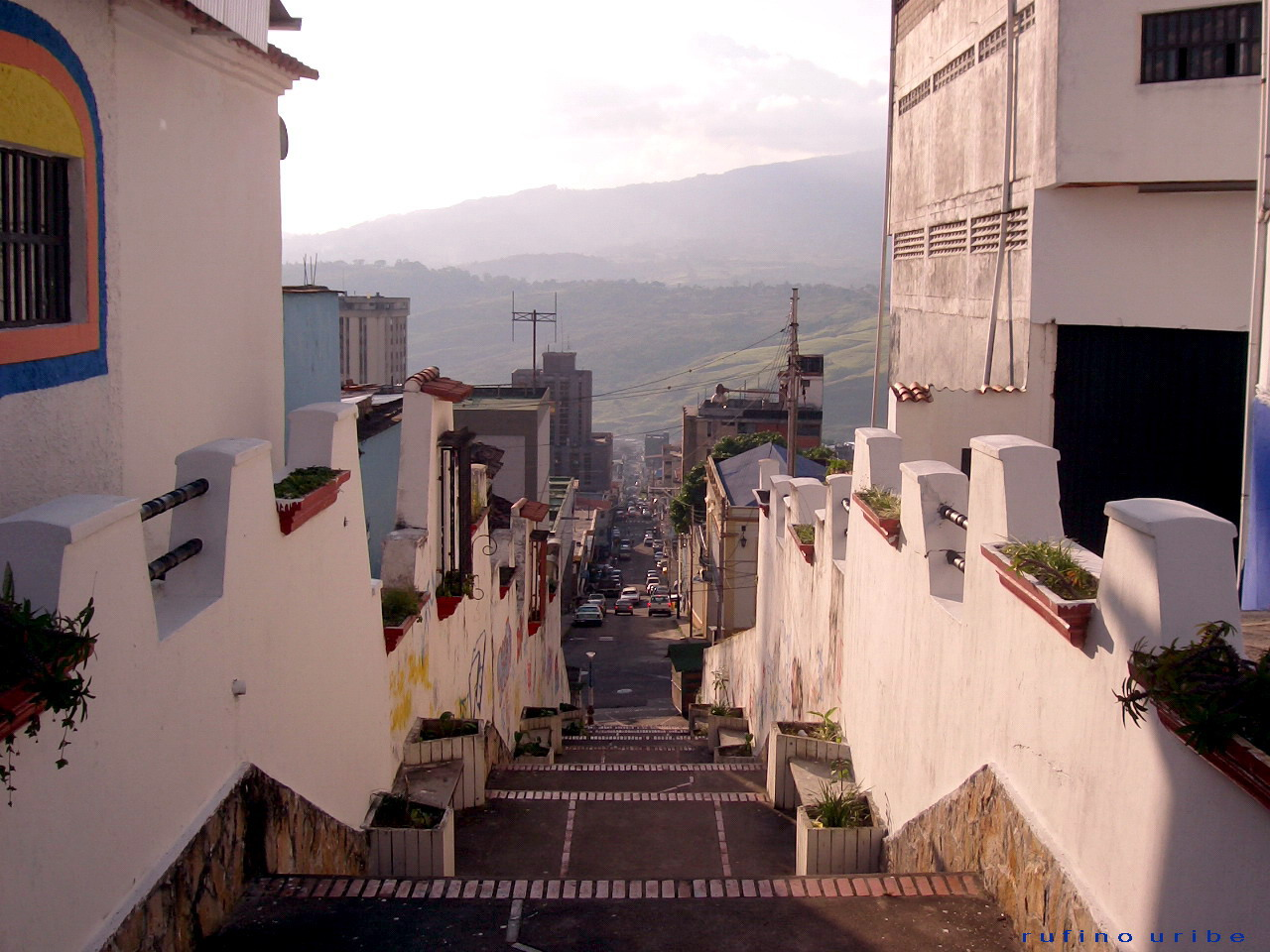
Escales a San Cristobal
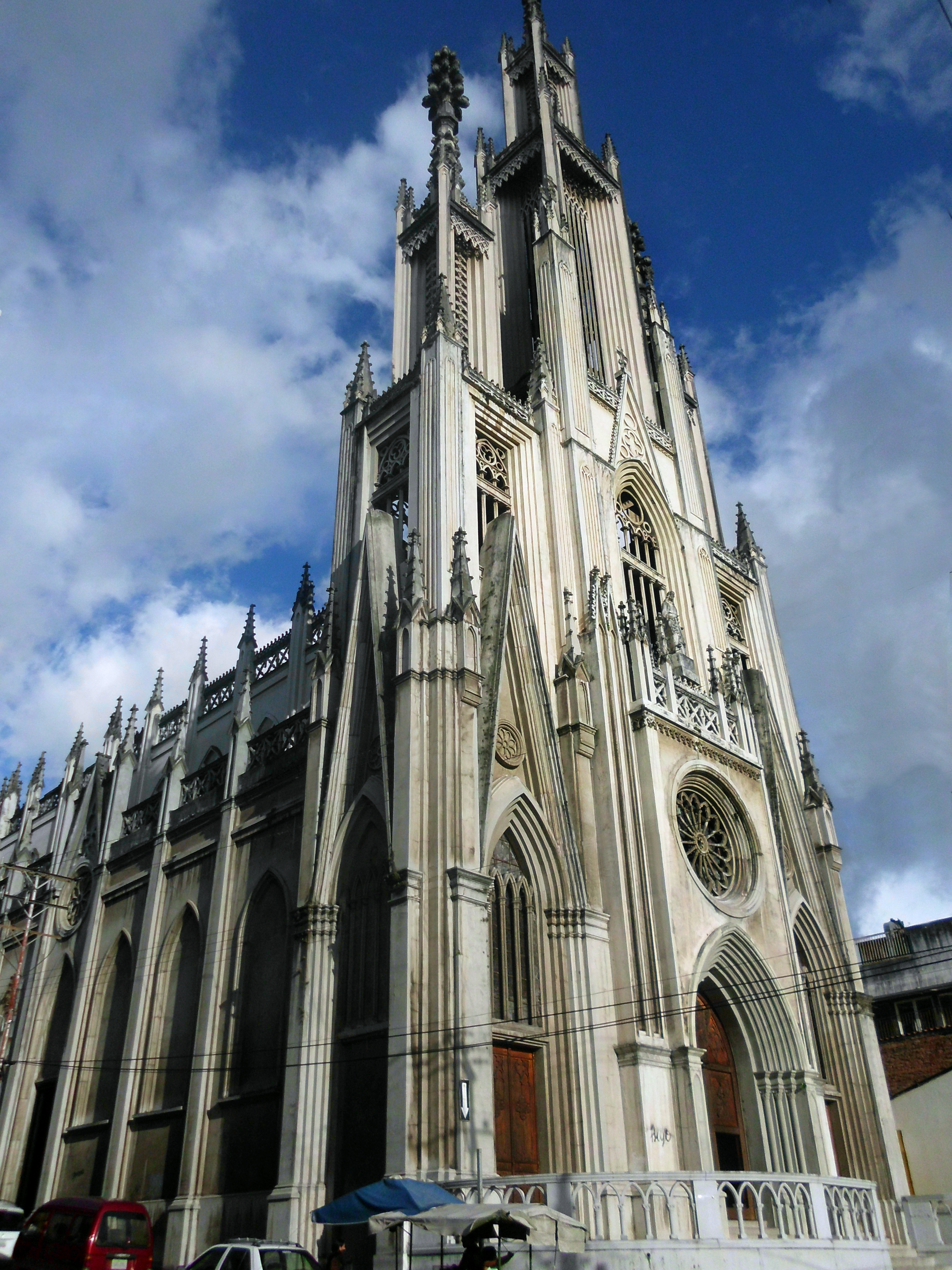
Església de San José